# 1 Korpus Pancerny (LWP)
1 Korpus Pancerny (1 KPanc) – wyższy związek taktyczny wojsk pancernych Sił Zbrojnych PRL.
Korpus został sformowany w marcu 1949. Dwa lata później przeformowany został w 1 Korpus Zmechanizowany, a w listopadzie 1955 roku ponownie przeformowany w 1 Korpus Pancerny.

## Struktura organizacyjna 1 KPanc w 1949
- Dowództwo 1 Korpusu Pancernego (Gdańsk - Wrzeszcz)
- 16 Kaszubska Dywizja Pancerna - (Elbląg)
- 8 Drezdeńska Dywizja Piechoty Zmotoryzowanej - (Koszalin)
- 1 samodzielny batalion artylerii pancernej - od wiosny 1950 - (Giżycko)
- 4 pułk czołgów ciężkich - od czerwca 1950

## Struktura organizacyjna 1 KPanc w 1956
- Dowództwo 1 Korpusu Pancernego - (Gdańsk - Wrzeszcz)
- 16 Kaszubska Dywizja Pancerna - (Elbląg)
- 20 Warszawska Dywizja Pancerna - (Szczecinek)
- 55 kompania sztabowa - (Gdańsk - Wrzeszcz)
- 47 batalion łączności
- 57 batalion saperów - Gniew

We wrześniu 1956 w skład 1 Korpusu Pancernego włączona została 15 Dywizja Zmechanizowana. W marcu 1957, w związku z rezygnacją z utrzymywania szczebla korpusu, rozwiązano dowództwo 1 Korpusu Pancernego i jednostki korpuśne a znajdujące się w jego składzie dywizje podporządkowano bezpośrednio dowódcom okręgów wojskowych.

## Obsada personalna Dowództwa 1 KPanc
Dowódcy korpusu
- gen. bryg. Siemion Tichonczuk (1950-1952)
- płk Eugeniusz Molczyk (1955-1956)

Oficerowie dowództwa
- płk Aleksander Rode – szef sztabu
- płk Kazimierz Kozicz – dowódca artylerii